# Luvly
Luvly AB – szwedzki startup planujący produkcję elektrycznych mikrosamochodów z siedzibą w Sztokholmie działający od 2015 roku.

## Historia
W 2015 roku dwójka szwedzkich przedsiębiorców ze Sztokholmu, Håkan Lutz i David Egertz, założyli startup Luvly skoncentrowany na rozwoju technologii elektrycznych pojazdów kierowanych do mieszkańców europejskich metropolii. Po trwających 8 latach pracach konstrukcyjnych i testach, pod koniec kwietnia 2023 firma przedstawiła prototyp niewielkiego, 2-miejscowego hatchbacka Luvly O o nietypowej koncepcji zwracającej uwagę globalnych mediów na niewielką, nieopisywaną dotąd szerzej szwedzką firmę. 2,7-metrowy pojazd opracowano z lekkich komponentów pozwalających na uzyskanie niewielkiej, 380-kilogramowej masy całkowitej. 100-kilometrowy zasięg ma zapewniać bateria o pojemności 6,4 kWh, którą można wyjąć i ładować z domowego gniazdka o napięciu 220-230 V. Zbudowane z kompozytów nadwozie wzbogacono pianką, aby zwiększyć poziom bezpieczeństwa pasażerów. Nietypową koncepcją, jaką przyjął producnet wobec planowanej seryjnej produkcji przyszłego Luvly O, jest chęć wysyłania z głównego zakładu produkcyjnego niegotowych samochodów w zapakowanych zestawach. Te mają być dopiero później montowane przez mikrofabryki rozlokowane w strategicznych lokalizacjach. Media odczywały w tym pomyśle analogię do tego, jak działa sprzedaż mebli w szwedzkim sklepie Ikea. Taka polityka w połączeniu z prostą i lekką konstrukcją ma pozwalać sprzedawać seryjne Luvly za cenę ok. 10 tysięcy euro, jeżeli firmie uda się wdrożyć projekt do produkcji. Lekkie elementy z prefabrykantów mają być też łatwe w wymianie w razie uszkodzenia. Firma założyła plany zbierania zamówień na koniec 2023 roku.

## Modele samochodów

### Prototypy
- Luvly O (2023)